# Bamba (cratère)
Pour les articles homonymes, voir Bamba.
Le cratère Bamba est un cratère d'impact de 22,57 km de diamètre situé sur Mars dans le quadrangle de Margaritifer Sinus. Il a été nommé en référence à la ville de Bamba en République démocratique du Congo.